# Anna Dodas i Noguer
Anna Dodas i Noguer (Folgarolas, 2 de noviembre de 1962 - Brissac, 13 de agosto de 1986) fue una poeta española asesinada a los 23 años. Gran parte de su obra se publicó póstumamente.

## Trayectoria
Anna Dodas i Noguer nació el 2 de noviembre de 1962 en Folgarolas en la Plana de Vic en la comarca de Osona en Cataluña en el noreste de España. Dodas Noguer era la menor de seis hermanos. Estudió filología catalana en la Universidad de Barcelona, licenciándose y obteniendo el doctorado con una tesis sobre la obra Mites de Jordi Sarsanedas. Al mismo tiempo, asistió al Conservatorio Municipal de Barcelona, donde continuó sus estudios de guitarra, que había iniciado en la Escuela Superior de Música de Vic en Barcelona. Actuó como solista en varios lugares de Cataluña, y también acompañó al grupo Camerata de Cançó Tradicional

### Escritora
Dodas Noguer escribió ensayos y cuentos, y destacó especialmente por su poesía. Desde muy joven participó en concursos literarios y ganó premios locales. En 1986 ganó el Premio Amadeu Oller por su poema de trece partes Paisaje con invierno, que posteriormente fue incluido en una antología compilada por una de las miembros del jurado, Maria Mercè Marçal, titulada Paisaje emergente. Treinta poetas catalanes del siglo XX. Otra colección de poemas de Dodas Noguer, El Volcà, se publicó póstumamente en 1991 y se reimprimió en 2015. Sus ensayos fueron publicados en 2018 en el libro Capvespres de foc i de grana (Atardeceres de fuego y carmesí), editado por Caterina Riba y Ester Pou, que incluía nueve ensayos previamente publicados y cuatro inéditos
En 1984 Dodas Noguer formó parte del jurado de los Premios Literarios Antoni Pous de Vic y colaboró en dos números de la Historia de la Literatura Catalana editada por Edicions 62. También trabajó como correctora de pruebas en esa misma editorial
Dodas Noguer murió alrededor del 13 de agosto de 1986. Se encontraba de viaje a Cerdeña junto con una amiga, Gemma Argemí. Para ahorrar dinero decidieron hacer autostop hasta Tolón en Francia o Génova en Italia para coger un ferry. Desaparecieron y sus cuerpos fueron encontrados el 17 de agosto cerca de Brissac, al norte de Montpellier, en el sur de Francia. Habían sido asesinadas.

## Reconocimientos
En 1976 ganó su primer premio literario por el cuento David i el paraigües meravellós.  Más adelante obtuvo el accésit al premio del Ayuntamiento de Calldetenes (Osona) por Diosa de las flores.
En 1981 obtuvo el Primer Premio del Ayuntamiento de Vic por Atardeceres de fuego y granada, editado al año siguiente por la revista AUSA. En 1986 recibió el Premio Amadeu Oller de poesía por su obra escrita en 1985 Paisatge amb hivern.
En 1992 el Ateneo de Folgarolas, con la colaboración del Ayuntamiento de la localidad, instituyó con carácter bienal el premio literario «Memorial Anna Dodas i Noguer» para reconocer la mejor ópera prima publicada en lengua catalana de autores menores de 30 años.

## Obra
El poema Paisaje con invierno ha sido descrito como "una mezcla de imágenes fragmentadas de un paisaje nevado con momentos de suave cuestionamiento filosófico". Su traductor inglés lo ha comparado con la obra de la poeta estadounidense Sylvia Plath. Otra reseña considera que su obra transmite "con su intensidad y crudeza un malestar existencial y muestra, a pesar de su juventud, un alma convulsionada por el dolor". Maria Mercè Marçal señaló que «entre los cientos de versos que uno tiene que leer en el a menudo tedioso papel de miembro de un jurado, algunos poemas te hacen sentir que estás dispuesta a defenderlos con fiereza. Más aún porque no hay modestia, ni real ni falsa, implicada. Son poemas que desearía haber escrito yo».

### Poesía
- Paisatge amb hivern. (Paisaje con Invierno). 1986.
- El volcá. (El Volcán). 1991.
- The Volcano. Traducción al inglés de El volcà. (Francisco Boutle) 2022.

### Cuentos cortos
- Capvespres de foc i de grana (Atardeceres de fuego y carmesí). Revista Ausa No. 101. 1982. (Reimpreso por Edicions Cal-lígraf, 2018).
- La deessa de les flors (La Diosa de las Flores). Ed. Coágulo. 1982.
- Las ciudades. Ausa. 1991.